# Miles (Name)
Miles ist ein englischer männlicher Vorname und häufiger Familienname.

## Herkunft und Bedeutung
Der männliche Vorname Miles ist abgeleitet von dem germanischen Namen Milo, dessen genaue Bedeutung ungeklärt ist.
Möglich sind eine Herleitung vom germanischen Element mild „mild“ oder vom slawischen Element mil „lieb; Gunst“.
Darüber hinaus wurde der Name bereits sehr früh mit dem lateinischen miles „Soldat“ assoziiert.
In Schottland nutzte man den Namen Miles als angliziert Form von Maoilios: „Diener Jesu“. Ebenfalls wurde der irische Name Maolmhuire „Diener der gesegneten Jungfrau Maria“ angliziert zu Miles.
Von Vornamen Miles ist der gleichlautende Familienname abgeleitet.
Eine Variante sowohl des Vor- wie des Familiennamens ist Myles.

## Namensträger

### Historische Zeit
- Marcus Flavius Miles, römischer Offizier (Kaiserzeit)
- Miles von Plancy († 1174), französischer Ritter, Adliger im Königreich Jerusalem

### Vorname
- Miles C. Allgood (1878–1977), US-amerikanischer Politiker
- Miles Austin (* 1984), US-amerikanischer Footballspieler
- Miles Joseph Berkeley (1803–1889), britischer Geistlicher und Botaniker
- Miles Brown (* um 2005), US-amerikanischer Kinderdarsteller, Rapper und Tänzer
- Miles Caton (* 2005), US-amerikanischer Musiker und Schauspieler
- Miles Coverdale (~1488–1569), englischer Bibelübersetzer und Bischof
- Miles Crowley (1859–1921), US-amerikanischer Politiker
- Miles Davis (1926–1991), US-amerikanischer Jazz-Trompeter
- Miles T. Granger (1817–1895), US-amerikanischer Politiker
- Miles Heizer (* 1994), US-amerikanischer Schauspieler
- Miles Malleson (1888–1969), britischer Schauspieler und Drehbuchautor
- Miles Mander (1888–1946), britischer Schauspieler und Regisseur
- Miles Millar (* ~1967), britischer Drehbuchautor und Filmproduzent
- Miles Okazaki (* 1974), US-amerikanischer Jazzgitarrist und Komponist
- Miles O’Keeffe (* 1954), US-amerikanischer Schauspieler
- Miles Osei (* 2002), deutscher Basketballspieler
- Miles Partain (* 2001), US-amerikanischer Beachvolleyballspieler
- Miles Plumlee (* 1988), US-amerikanischer Basketballspieler
- Miles Poindexter (1868–1946), US-amerikanischer Jurist, Diplomat, Politiker und Autor
- Miles Ross (1827–1903), US-amerikanischer Politiker
- Miles Scotson (* 1994), australischer Radsportler
- Miles Taylor (1805–1873), US-amerikanischer Politiker
- Miles Teller (* 1987), US-amerikanischer Schauspieler
- Miles Zaharko (* 1957), kanadischer Eishockeyspieler

### A
- Aaron Miles (Baseballspieler) (Aaron Wade Miles; * 1976), US-amerikanischer Baseballspieler
- Aaron Miles (Basketballspieler) (Aaron Marquez Miles; * 1983), US-amerikanischer Basketballspieler
- Albert Miles (vor 1504– nach 1529), Bibliothekar des Klosters St. Gallen
- Andy Miles (* ≈ 1964), deutscher Klarinettist und Komponist

### B
- Barry Miles (* 1943), britischer Journalist und Schriftsteller
- Ben Miles (* 1966), britischer Schauspieler
- Bernard Miles (1907–1991), britischer Schauspieler
- Betty Miles (1910–1992), US-amerikanische Schauspielerin
- Buddy Miles (1947–2008), US-amerikanischer Schlagzeuger
- Butch Miles (1944–2023), US-amerikanischer Jazz-Schlagzeuger

### C
- C. J. Miles (* 1987), US-amerikanischer Basketballspieler
- Catharine Cox Miles (1890–1984), US-amerikanische Psychologin
- Charles Miles (1884–1958), australischer Generalleutnant
- Charlie Creed-Miles (* 1972), englischer Schauspieler, Regisseur, Drehbuchautor und Filmproduzent
- Christopher Miles (1939–2023), britischer Filmregisseur, Drehbuchautor und Filmproduzent

### D
- Darius Miles (* 1981), US-amerikanischer Basketballspieler
- Della Miles, US-amerikanische Sängerin, Interpretin und Songwriterin
- Derek Miles (* 1972), US-amerikanischer Stabhochspringer
- Devin Miles (* 1961), deutscher Künstler
- Dick Miles (1925–2010), US-amerikanischer Tischtennisspieler

### E
- Edward Miles (1752–1828), englisch-amerikanischer Maler
- Edward L. Miles (1939–2016), US-amerikanischer Umweltwissenschaftler und Hochschullehrer
- Elaine Miles (* 1960), US-amerikanische Schauspielerin
- Elizabeth Miles (* 1955), US-amerikanische Ruderin
- Esmé Creed-Miles (* 2000), britische Schauspielerin
- Eustace Miles (1868–1948), britischer Jeu de Paume-Spieler, Sachbuchautor und Gastwirt

### F
- Frederick Miles (1815–1896), US-amerikanischer Politiker
- Frederick George Miles (1903–1976), britischer Geschäftsmann und Flugzeugkonstrukteur
- Freya Miles (* 1986), Pseudonym einer deutschen Autorin

### G
- Garry Miles (1939–2024), amerikanischer Sänger
- Graham Miles (1941–2014), englischer Snookerspieler

### H
- Herbert Miles (1850–1926), britischer Generalleutnant, Gouverneur von Gibraltar

### I
- Ion Miles, deutscher Rapper aus Berlin

### J
- Jack Miles (Politiker) (1888–1969), schottisch-australischer Politiker (CPA)
- Jack Miles (Theologe) (* 1942), US-amerikanischer Theologe und Literaturwissenschaftler
- Jearl Miles Clark (* 1966), US-amerikanische Leichtathletin
- Joanna Miles (* 1940), US-amerikanische Schauspielerin
- Johannes Miles († 1360), Hamburger Bürgermeister

- John Miles (Schauspieler) (1923–2006), US-amerikanischer Schauspieler
- John Miles (Rennfahrer) (1943–2018), britischer Rennfahrer
- John Miles (Musiker) (1949–2021), britischer Musiker
- John Miles junior, britischer Gitarrist und Songwriter
- John E. Miles (1884–1971), US-amerikanischer Politiker
- John W. Miles (1920–2008), US-amerikanischer Ingenieur
- Johnny Miles (1905–2003), kanadischer Marathonläufer
- Jonathan Miles (Schriftsteller, 1952) (* 1952), britischer Schriftsteller
- Jonathan Miles (Schriftsteller, 1971) (* 1971), US-amerikanischer Schriftsteller
- Joshua Weldon Miles (1858–1929), US-amerikanischer Politiker
- Juan Miles (1895–1981), argentinischer Polospieler
- Jürgen Miles (* 1951), deutscher Fußballspieler

### K
- Keith Miles (* 1940), walisischer Schriftsteller
- Ken Miles (1918–1966), britischer Autorennfahrer
- Kersten Miles (um 1340–1420), deutscher Politiker, Bürgermeister von Hamburg 1378 bis 1420
- Korbin Miles (* 1991), US-amerikanischer Schauspieler, Webvideoproduzent und Filmschaffender

### L
- Lawrence D. Miles (1904–1985), US-amerikanischer Wirtschaftswissenschaftler
- Lizzie Miles (1895–1963), US-amerikanische Sängerin
- Luke „Long Gone“ Miles (1925–1987), US-amerikanischer Bluessänger und Songwriter
- Lynn Miles (* 1958), kanadische Musikerin

### M
- Maggie Miles, australische Filmproduzentin
- Mark Gerard Miles (* 1967), britischer Priester und Diplomat
- Marshall Miles (1926–2013), US-amerikanischer Bridge-Spieler
- Matthias Miles (auch: Mulles; 1639–1686), deutscher Historiker
- Michelle Miles (* 1956), neuseeländische Hürdenläuferin

### N
- Nelson Appleton Miles (1839–1925), US-amerikanischer Offizier

### P
- Perry L. Miles (1873–1961), Brigadegeneral der United States Army

### R
- Ramon Miles (* 1986), österreichischer Singer & Songwriter
- Raymond Miles (1932–2019), US-amerikanischer Managementforscher
- Reid Miles (1927–1993), US-amerikanischer Grafikdesigner
- Richard Miles (1925–2010), US-amerikanischer Tischtennisspieler, siehe Dick Miles
- Richard Miles (Diplomat) (* 1937), US-amerikanischer Diplomat
- Richard Pius Miles (1791–1860), US-amerikanischer Ordensgeistlicher, Bischof von Nashville
- Robert Miles (Soziologe) (* 1950), britischer Soziologe und Politikwissenschaftler
- Robert Miles (Literaturwissenschaftler) (* 1953), britischer Literaturwissenschaftler
- Robert Miles (Musiker) (1969–2017), italienischer Musiker
- Ron Miles (1963–2022), US-amerikanischer Jazz-Trompeter

### S
- Sarah Miles (* 1941), britische Schauspielerin
- Sherman Miles (1882–1966), US-amerikanischer Offizier
- Stephen Miles (Komponist) (* im 20. Jahrhundert), US-amerikanischer Komponist, Musikwissenschaftler und -pädagoge
- Stephen Miles (Politiker) (* 1977), australischer Politiker, 40. Premier of Queensland
- Suzanna W. Miles (1922–1966), US-amerikanische Anthropologin und Archäologin
- Sylvia Miles (1924–2019), US-amerikanische Schauspielerin

### T
- Tahj Miles (* 2001), britischer Schauspieler
- Terry Miles (Fußballspieler) (* 1937), englischer Fußballspieler
- Terry Miles (Musiker) (* 1966), britischer Musiker und YouTuber
- Terry Miles (Regisseur), Filmregisseur, Drehbuchautor, Filmproduzent und Schriftsteller
- Tony Miles (Schachspieler) (Anthony John Miles; 1955–2001), englischer Schachspieler
- Tony Miles (Pokerspieler) (* 1985/1986), US-amerikanischer Pokerspieler

### V
- Vera Miles (* 1929), US-amerikanische Schauspielerin

### W
- Walter R. Miles (1885–1978), US-amerikanischer Experimentalpsychologe
- William Miles (Fußballspieler) (1898–1971), englischer Fußballspieler
- William Miles (Filmproduzent) (1931–2013), US-amerikanischer Filmproduzent und Filmregisseur
- William John Miles (1871–1942), australischer Verleger
- William Porcher Miles (1822–1899), US-amerikanischer Politiker und Offizier
- Wyndham D. Miles (1916–2011), US-amerikanischer Chemie- und Medizinhistoriker

### Pseudonym
- Walter Loewenheim (1896–1977), deutscher Widerstandskämpfer

### Kunstfigur
- Miles Gloriosus, fiktiver Soldat, Typus der Weltliteratur